# سمير كويفاتي
سمير كويفاتي مواليد حلب 1960، هو ملحن ومؤلف موسيقى تصويرية وعازف سوري بدأ مسيرته الفنية عام 1975.

## السيرة الذاتية
- درس الموسيقا دراسة علمية في المعهد العربي للموسيقا بحلب.
- تولى تدريب ميادة بسيليس ضمن كورال الطلائع عندما كانت صغيرة وبعدها ربط بينهما رابط الحب والزواج.
- في عام 1975 قام تأليف فرقة موسيقيّة خاصّة.
- في عام 1978 ألّف فرقة مسرحيّة صغيرة وقدّم من خلالها ثلاث مسرحيّات لفيروز والأخوين الرحباني

## المسيرة الفنية
عمل عازف ومؤلّف موسيقي للإعلانات الإذاعيّة والتلفزيونيّة، وألّف موسيقى تصويريّة لبعض المسلسلات المحليّة - أعدّ الكثير من أغاني البانوراما التي تقدم في المهرجانات الغنائية.
- له عدّة مؤلّفات موسيقيّة لفرق راقصة (فولكلوريّة) بسوريا ولبنان والخليج العربي.
- أنشأ استديو خاص (MAESTRO)، بحلب اعتمد عليه في تسجيل أعماله الخاصة.
- عضو في نقابة الفنانين منذ عام 1994.
- نال العديد من الجوائز عن الكثير من الأغاني التي قام بتأليفها أو إعدادها.

### من ألحانه
لحظة - حنين - كذبك حلو - عادي - لو مرة حبينا - تلجك دفاني - روحي - لو تغمرني - أحسنلك تروح" من غناء الفنانة ميادة بسيليس.
- وضع شارات وموسيقا الكثير من المسلسلات التلفزيونية جمعها في ألبوم واحد بعضها بصوت ميادة.
- أصدر اسطوانة ليزرية CD تضمنت مجموعة من المقطوعات الموسيقية من تأليفه هي «سارة - نورا - صوفية - حورية - جواهر - جوهرة - قروية - بدوية».

## الأعمال

### موسيقى تصويرية
مسلسلات
- قلوب خضراء
- المهر الدامي
- صهيل الألم
- نهارات الدفلي
- القصاص
- القلب
- يوم بيوم
- أيام الغضب
- أوراق الزمن المر
- تل الرماد
- هوى بحري
- الطويبي
- جواد الليل
- ليل المسافرين
- فارس في المدينة
- ياسين تورز
- الفندق
- أحببتك منذ الصغر
- الغدر

## الجوائز
| السنة | الحدث                  | الجائزة                                     | النتيجة |
| ----- | ---------------------- | ------------------------------------------- | ------- |
| 1996  | مهرجان الأغنية السورية | جائزة الأورنينا الذهبية عن قصيدة "حنين"     | فاز     |
| 1998  | مهرجان الأغنية السورية | جائزة الأورنينا الذهبية عن أغنية "كذبك حلو" | فاز     |

## وصلات خارجية
- الموقع الإلكتروني